# 胡辇
胡辇或译和罕（10世纪—1007年），契丹语原文不详，辽圣宗时代的皇太妃。现代研究者认为，她与辽圣宗母萧绰的长姊、齐王耶律罨撒葛的妻子——齐妃是为同一人。

## 生平
据《契丹国志》记载萧思温有三女，长女嫁辽穆宗的胞弟太平王耶律罨撒葛为妻，次女嫁赵王耶律喜隱， 三女萧绰即辽景宗皇后、辽圣宗之母。
969年辽穆宗遇刺身亡，妹妹萧绰的丈夫辽景宗被推立为帝。而她的丈夫罨撒葛则在景宗即位后受封为齐王。972年，罨撒葛逝世。胡辇自称齐妃。现代研究者则指胡辇为逝世的丈夫罨撒葛争得辽朝首个皇太叔封号，自己则被封為皇太妃。亦有现代研究者据宋人路振《乘轺录》中的记载，推测她在罨撒葛死后改嫁给韩德让从兄韩瑜，成为他的继室。韩瑜在统和五年（987年）逝世。
《辽史·圣宗本纪》对皇太妃胡辇在统和年间的事迹共有五处记载，最早是统和四年（986年）九月，为辽圣宗准备立后，皇太妃进献衣物、驼马。统和十二年（994年）八月，诏令皇太妃领西北路乌古等部兵及永兴宫分军，抚定西边；以萧挞凛督其军事。十五年（997年）三月，皇太妃献西边捷报。此次出师西域，拓土既远，降附亦众。辽朝由此建立可敦城（在今蒙古国境内），开境拓土数千里。同时，胡辇参与对宋作战。胡辇在一次阅马时，见番奴挞览阿钵“姿貌甚美，因召侍宫中”。被萧绰强制分离。一年多后，胡辇向萧绰请求改嫁挞览阿钵，萧绰同意了。
宋人指因经济原因，她与身为皇太后的妹妹萧绰不睦。统和二十四年（1006年）五月，皇太妃胡辇被幽禁于怀州，夫人夷懒囚禁于南京，余党皆被活埋。统和二十五（1007年）六月，皇太妃胡辇被赐死于幽所。

## 相關影視作品及演員
- 2020年《燕雲台》：佘詩曼飾演

## 备注
1. ↑  萧思温在辽太宗时，娶辽太宗长女耶律吕不古为妻。萧思温有三女，但诸女生母无从考证。
2. ↑  有认为“夫人夷懒”（伊勒兰）即她的妹妹、萧绰二姐、赵王妻萧氏。
3. ↑   註: